# نیکولا اوبروواتس
نیکولا اوبروواتس (کرواتی: Nikola Obrovac؛ زادهٔ ۱۸ ژوئن ۱۹۹۸) شناگر اهل کرواسی است.
وی در مسابقات کشوری و بین‌المللی در مجموع برندهٔ ۲ مدال طلا، ۱ مدال نقره، ۱ مدال برنز شده‌است.